# Froudeov broj
Froudeov broj u mehanici fluida opisuje pojavu nastanka hidrauličkog skoka, koji se javlja pri prijelazu nadkritičnog u podkritično strujanje. Hidraulički skok nastaje kada je Fr ~ 1. U njemu dolazi do disipacije energije i do pretvaranja kinetičke energije nadkritične struje (velika brzina strujanja U) u potencijalnu energije podkritične struje (velika dubina fluida h). Hidraulički je skok uglavnom turbulentan, posebno u dvije dimenzije, ali to nije nužno ispunjeno. Nazvan je prema Williamu Froudeu, engleskom inženjeru i brodograditelju.
Froudeovim brojem se određuje otpor kretanju nekog objekta kroz vodu, a služi nam za usporedbu plovila različitih veličina i glasi:
{\displaystyle \mathrm {Fr} ={\frac {V}{c}}}
gdje je: V – brzina strujanja, i c - brzina širenja vodenih valova. Na taj način Froudeov broj se podudara s Machovim brojem. Što je veći Froudeov broj, to je veći otpor kretanja plovila kroz vodu.

## Povijest
Za protok vode u vodenim kanalima, 1828. Bélanger je uveo odnos brzine strujanja i kvadratnog korijena ubrzanja zbog gravitacije pomnožen s dubinom strujanja. Kada je odnos manji od jedinice, onda imamo podkritično strujanje, a kada je odnos veći od jedinice, onda imamo nadkritično strujanje.
William Froude je vršio mjerenje otpora kretanja plovila i došao do odnosa brzine plovila i njegove duljine:
{\displaystyle \mathrm {odnos\ brzine\ i\ duljine} ={\frac {V}{\sqrt {\mathrm {LWL} }}}}
gdje je:
v - brzina u čvorovima
LWL - duljina vodene linije u stopama
Kasnije je taj odnos pretvoren u bezdimenzionalan odnos, koji je kasnije dobio naziv Froudeov broj.

## Primjene Froudeovog broja

### Hidrodinamika plovila
Za plovilo se Froudeov broj određuje kao:
{\displaystyle \mathrm {Fr} ={\frac {V}{\sqrt {gL}}},}
gdje je: V – brzina plovila, g – ubrzanje sile teže i L – duljina vodene linije broda. To je vrlo važna karakteristika plovila, čime se određuje njegov otpor kretanju i djelovanju valova. Prema Froudeovom broju plovila se dijele na:
- deplasmanske - Fr < 1
- poludeplasmanske – 1 < Fn < 3
- glisirajuće – Fn > 3

### Valovi u plitkoj vodi
Za valove u plitkoj vodi, kao što je plimni val ili hidraulički skok, Froudeov broj određuje kao:
{\displaystyle \mathrm {Fr} ={\frac {V}{\sqrt {gd}}}.}
gdje je: d – dubina vode. Za Fr < 1 protok vode se naziva podkritična struja, dok za Fr > 1 protok vode se naziva nadkritična struja. Kada je Fr ≈ 1 protok vode se naziva kritična struja.

### Mješalice
Kod mješanja fluida, Froudeov broj određuje kada će se pojaviti vrtlog. Budući da je brzina vrha mješalice N x d, gdje je N brzina okretanja (okretaja/min) i d – promjer mješalice, Froudeov broj iznosi:
{\displaystyle \mathrm {Fr} ={\frac {N^{2}d}{g}}.}

### Denzimetrijski Froudeov broj
Denzimetrijski Froudeov broj se određuje kao:
{\displaystyle \mathrm {Fr} ={\frac {u}{\sqrt {g'h}}}}
gdje je: g' reducirano ubrzanje sile teže:
{\displaystyle g'=g{\rho _{1}-\rho _{2} \over {\rho }}}

### Froudeov broj za trčanje
Kod proučavanja dvonožnog hodanja, hodanje se promatra kao njihalo, a centar se nalazi u težištu tijela. Froudeov broj se određuje kao odnos centripetalne sile oko centra kretanja i težine onoga koji hoda:
{\displaystyle \mathrm {Fr} ={\frac {\text{centripetalna sila}}{\text{gravitacijska sila}}}={\frac {mV^{2}/l}{mg}}={\frac {V^{2}}{gl}}.}
gdje je: m – masa, l – duljina nogu, g – ubrzanje sile teže i V – brzina kretanja. Teoretski, maksimalna brzina hodanja je u slučaju kada je Fr = 1, jer iznad te vrijednosti stopala neće biti u kontaktu s tlom. Prijelaz iz hodanja u trčanje se dešava otprilike na vrijednosti Fr ≈ 0,5 .

### Froudeov broj za strujanje zraka
Promatramo li strujanje zraka preko planine, koristimo ovaj prikaz Froudeovog broja:
{\displaystyle \mathrm {Fr} ={\frac {U}{\sqrt {NH}}}.}
gdje je: H - visina planine, a N - uzgonska frekvencija. Vrijednosti Froudeovog broja se koriste za proučavanje bure